# Núñez y Viajes Cynsa SA
Núñez y Viajes Cynsa SA es una empresa de ómnibus de Uruguay fundada en 1964 en la ciudad de Melo en el departamento de Cerro Largo.

## Creación
En 1967 Diomar Núñez fundó la entonces empresa de viaje Núñez Transporte y Turismo, aunque tres años después de su creación, la misma modificó su denominación, comenzando a operar bajo el nombre Núñez, ofreciendo el servicio de transporte de pasajeros y encomiendas en las líneas Montevideo - Salto, Montevideo - Rivera, Montevideo - Río Branco y Montevideo - Melo por las rutas 7, y 8. 
En los años noventa adquiere a la compañía viajes Cynsa, que ofrecía dos líneas al departamento de Rocha, una hasta La Paloma y La Pedrera, y otra hasta el Chuy.

## Actualidad

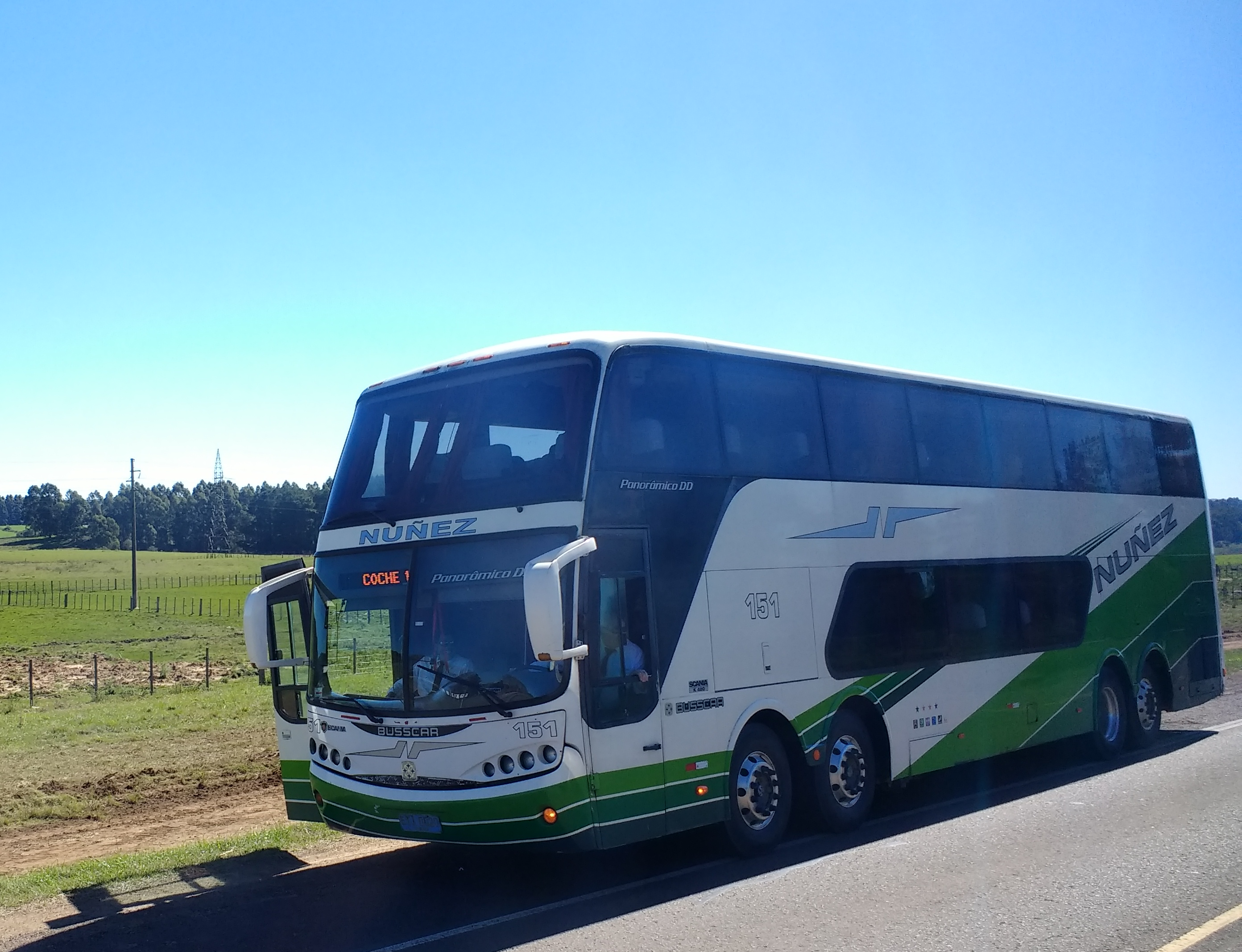
Un ómnibus Núñez en el departamento de Rivera

Es conocida por ser uno de los principales patrocinadores del Club Atlético Peñarol, y quien además traslada  al plantel deportivo hacia sus encuentros.